# Enniscrone
Enniscrone, nom officicel Inniscrone, Inis Crabhann en irlandais, est un village touristique sur la côte du comté de Sligo, en Irlande.

## Nom du village
La majorité de la population locale connait le village sous le nom de Enishcrone, pas sous son nom officiel. le conseil du comté utilise Enniscronne sur son site web et au moins un journal local n’utilise pas le nom officiel non plus. Dans la région, les panneaux routiers sont l’un des rares endroits où l'on peut voir le nom Inniscrone.
Le 30 mai 2006, une recherche sur Google montrait 667 réponses pour Inniscronne, 862 pour Inishcrone et 212 000 pour Enniscronne. Une recherche limitée au site web du comté de Sligo montrait 343 occurrences de Enniscornone et seulement une de chaque autre terme.

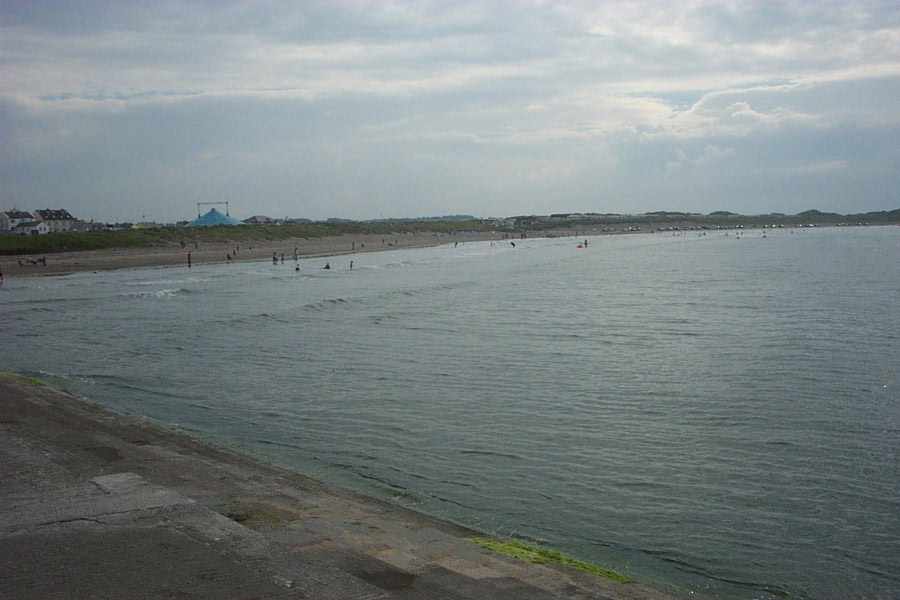
la plage

### La plage
Enniscrone dispose d’une plage de sable publique longue de plus de 5 km, coupée près du village par un petit ruisseau. Depuis 80 ans, les gens viennent pour se baigner dans l'eau de mer chaude et ses algues, reconnues pour leurs qualités thérapeutiques. La plage est largement utilisée par les habitants de Ballina, dans le comté voisin de Mayo.

## Sources, liens externes

### Sources
- (en) Cet article est partiellement ou en totalité issu de l’article de Wikipédia en anglais intitulé « Enniscrone » (voir la liste des auteurs).
- (fr) Enniscrone sur ouestirlande.com